# Sportfreunde Baumberg
Sportfreunde Baumberg is een Duitse amateurvoetbalclub. In 2013 wist Baumberg de regionale beker te winnen. In 2015 degradeerde de club uit de Oberliga en kon na één seizoen terugkeren. In 2024 werd de club kampioen in de Oberliga maar zag af van promotie naar de Regionalliga West.